# Departamento San Pedro (Jujuy)
Das Departamento San Pedro liegt im Süden der Provinz Jujuy im Nordwesten Argentiniens und ist eine von 16 Verwaltungseinheiten der Provinz. 
Es grenzt im Norden an das Departamento Ledesma, im Osten an das Departamento Santa Bárbara, im Süden an die Provinz Salta und das Departamento El Carmen und im Westen an das Departamento Doctor Manuel Belgrano. 
Die Hauptstadt des Departamento ist San Pedro de Jujuy.

## Bevölkerung
Laut letztem Zensus hat das Departamento San Pedro 71.037 Einwohner (INDEC, 2001). Nach Schätzungen des INDEC ist die Bevölkerung im Jahre 2005 auf 74.903 Einwohner gestiegen.

## Städte und Gemeinden
Das Departamento San Pedro besteht aus folgenden Gemeinden und Siedlungen:
- El Puesto
- Parapetí
- Arrayanal
- Rosario de Río Grande
- Don Emilio
- Sauzal
- Arroyo Colorado
- San Antonio
- Piedritas
- El Acheral
- Miraflores
- Palos Blancos
- La Manga
- San Lucas
- El Quemado
- Barro Negro
- El Piquete
- La Esperanza
- La Mendieta
- Rodeíto
- San Pedro de Jujuy
- Santa Rita
- San Juan de Dios
- Esquina de Quisto

Koordinaten: 24° 12′ S, 64° 54′ W